# Поло де Ондегардо, Хуан
Хуа́н По́ло де Ондега́рдо или Хуа́н По́ло де Ондега́рдо-и-Са́рате (исп. Juan Polo de Ondegardo y Zárate; около 1500 года, Вальядолид, Испания — 24 ноября 1575, Ла Плата, Аргентина) — испанский колониальный чиновник, юрист и хронист в Перу, Боливии и Аргентине, автор исторических произведений об Империи Инков. Первый европеец, обнаруживший мумии инков. Возглавлял испанскую колониальную администрацию в городе Куско — столице бывшей Империи Инков.

## Биография

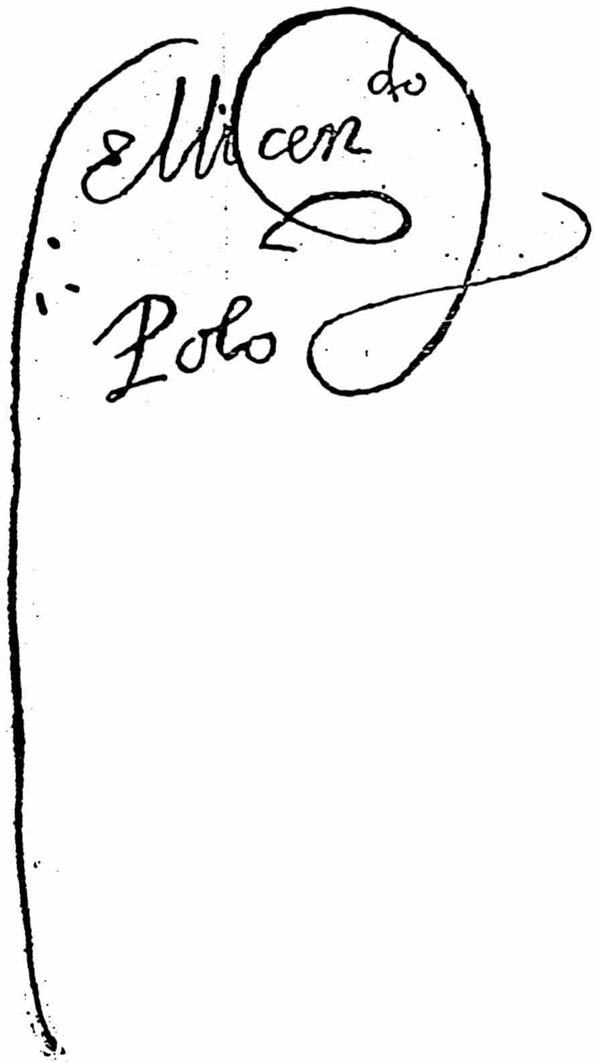
Подпись лиценциата Поло де Одегардо

### Семья Ондегардо и Сарате
Поло де Ондегардо был сыном Херонимы Диас де Сарате (Jerónima Díaz de Zárate), сестры историка и хрониста Агустина де Сарате, и Диего Лопеса де Леон де Ондегардо (Diego López de León de Ondegardo), «судебного пристава инквизиции Гранады», умершего до 1538 года. Диего Лопес вёл род от миланского купца, осевшего в Вальядолиде в середине XV века, и сделавшего карьеру в королевской администрации. Диего Лопес был сыном Лопе Диаса де Сарате, секретаря Совета Святой инквизиции. У родителей его также были такие дети:
- Алонсо де Ондегардо (архидиакон в Вальядолиде, каноник в Толедо, доктор и профессор в Вальядолиде)
- Лопе Диас де Сарате (также лиценциат и каноник в Осме)
- Диего де Сарате (умер в Америке)
- Херонима де Сарате (жена Диего де Аргаме-и-Варгас, рехидора в Толедо)
- Мария де Ондегардо (жительница Мадрида, замужем за Педро Диасом Венеро де Лейва, первого президента Аудиенции Новой Гранады и члена Королевского Совета Индий)
- Ана де Ондегардо (жительница Вальядолида и жена Бартоломе де Сантойо).

### Поездка в Америку
Поло де Ондегардо отправился в Перу с флотом, перевозившим вице-короля Перу Бласко Нуньеса Вела, в 1543 году, уполномоченного Эрнандо Писарро привести в порядок его интересы на завоёванных территориях. Из порта Сан-Лукар-де-Баррамеда они вместе с Августином де Сарате отплыли 1 ноября. Невзирая на это он перешёл на сторону Королевской аудиенции в Лиме во время конфликта, имевшегося между ней и вице-королём, хотя потом он перешёл на сторону мятежного Гонсало Писарро. При нём являлся судьёй Аудиенции.

### Чета Ондегардо и Пеньялоса
Женат Поло де Ондегардо был на Херониме де Пеньялоса (Jerónima de Peñalosa), являвшейся внучкой знаменитого губернатора Педрариаса Давилы; их венчание состоялось в Лиме, а жили они в городе Ла Плата. От этого брака появились такие дети:
- Херонимо Ондегардо (Jerónimo Hondegardo).
- Поло де Ондегардо (Polo de Hondegardo).
- Родриго де Контрерас (Rodrigo de Contreras).
- Лопе Ондегардо (Lope Hondegardo), иезуитский священник.
- Хуан Баутиста Ондегардо (Juan Bautista Hondegardo) — умер молодым.

Многочисленные потомки этой четы осели в Лиме и Кончимбамба (Перу) и в Вальядолиде (Испания).

### Участие в войнах и восстаниях
Арестованный в Куско Франсиско де Карвахалем (1546), он был переправлен в Лиму, где этому юристу удалось сбежать. Он объявился в Трухильо пред «умиротворителем» Педро де ла Гаска, отправленного императором Карлом V для борьбы против Гонсало Писарро, и принял участие в битве при Хакихавана (9 апреля 1548 года). Вскоре, он был назначен Гаской коррехидором и капитан-генералом Чаркаса для подавления мятежей, организовывая экспедиции в Тукуман и Ла Плату, составил правила эксплуатации серебряных шахт в Потоси, и добился получения энкомьенды в Кочабамбе. 22 апреля 1548 года Поло де Ондегардо был отправлен де ла Гаской в Чаркас в качестве следственного судьи. Из письма де ла Гаски от 26 ноября 1548 года известно, что Поло де Ондегардо написал ему письмо (доставленное 16 ноября) из селения Покона.
Сражался против мятежного Франсиско Эрнандеса Хирона в Чикинга и Пукара в 1554 году в качестве командира пехоты в рядах Альварадо, но Альварадо был разбит полностью. Позже назначен коррехидором (мэром) города Куско (1558—1561), как раз в те года когда этот город покинул известный историк Инка Гарсиласо де ла Вега.

### Обнаружение мумий правителей Инков
В 1558 году архиепископ Лимы Херонимо де Лоайса и вице-король Андрес Уртадо де Мендоса запросили у него выяснить досконально об истории и ритуалах Инков, в результате этих исследований он обнаружил мумии инков в медных ящиках и ваки (места поклонений), отправив некоторые из них в Лиму, а также изучил верования и обычаи индейцев.
Им были найдены мумии следующих правителей инков:
- Инка Юпанки
- Тупак Юпанки
- Вайна Капак, и его мать — Мама Окльо.
- Виракоча (прах), а также его жена Мама Руту.

Мумии были перенесены в Лиму к вице-королю маркизу де Каньете. Спустя несколько лет мумии были похоронены в госпитале Сан Андрес.

### Подтверждение существования топографической системы у инков
Наиболее подробно Поло де Ондегардо описал топографическую систему секес в докладе «La relación de los adoratorios de los indios en los cuatro ceques» (1561).
Как он указывал в другом своём докладе «Relación de los fundamentos acerca del notable daño que resulta de no guardar a los indios sus fueros» (1571) в каждом селении империи Инков были свои линии «секе», которые помечали все наиболее важные места и ваки, и чтобы удостовериться в этом он попросил, чтобы индейцы разных селений нарисовали ему эти линии на бумаге, что они и сделали. Видимо, эти местные линии связывались с между собой и с центром государства — Куско.

### Деятельность в качестве чиновника
Поло де Ондегардо советовал вице-королю графу де Ньева по новой разделить энкомьенды.
Сопровождал вице-короля Франсиско де Толедо (назначенного на должность в 1569 году) в его инспекционной поездке по Перу, приняв смерть как раз во время одной из таких поездок 4 ноября 1575 года. Установленная система управления индейцами, в которой он помогал вице-королю, просуществовала потом 2 столетия.
Поло де Ондегардо составил завещания 18 марта 1575 года в Потоси.

### Подписи
Сохранились подписи Поло де Ондегардо на различных документах:
- 1) в письме конкистадора Франсиско Чавеса (участника пленения короля инков Атауальпы) — в его «Сообщении Королю Испании», составленное 15 августа 1533 года в городе Кахамарка. Подпись такая: («Non D.[omino].D.[entur].Ex simus [Eversimus] — Joseph de Acosta»), также на этом письме сохранилась подпись Поло де Ондегардо («No es cosa» — в значение важно).

## Произведения
Оставил несколько трактатов и рукописей, использованных в дальнейшем другими историками и хронистами:
- Tratado y averiguación sobre los errores y supersticiones de los indios (1559).
- Informe del Licenciado Polo de Ondegardo al Licenciado Briviesca de Muñatorres sobre la perpetuidad de las encomiendas en el Perú (1561).
- La relación de los adoratorios de los indios en los cuatro ceques. (1561)
- Ordenanzas de las minas de Guamanca.
- Instrucción sobre las ceremonias y ritos que usan los indios conforme al tiempo de su gentilidad (1567).
- Relación de los fundamentos acerca del notable daño que resulta de no guardar a los indios sus fueros (1571).
- Traslado de un cartapacio a manera de borrador que quedó en los papeles del Licenciado Polo de Ondegardo cerca del linaje de los Incas y como conquistaron.
- Copia de unos capitulos de una carta del Licenciado Polo, vecino de la ciudad de La Plata para el doctor Francisco Hernández de Liébana.
- Relación de las cosas del Perú desde 1543 hasta la muerte de Gonzalo Pizarro (эту рукопись включил в свою книгу дядя Хуана — Агустин де Сарате[5])

Некоторые рукописи хранятся в архивах Симанкас и Эскориале.
Также ему приписывают авторство Relación de las cosas acaecidas en las alteraciones del Perú después que Blasco Núñez Vela entró en él, написанную между 1548 и 1550 годами, и которая была обстоятельно использована его родным дядей Агустином де Сарате, при стоставлении тем Historia del descubrimiento y conquista del Perú, опубликованную впервые в Антверпене в 1555 году.

## Издания на русском языке
- Поло де Ондегардо, Хуан. Заблуждения и суеверные обряды индейцев, извлечённые из трактата и расследования, сделанного лиценциатом Поло (1559). www.kuprienko.info (А.Скромницкий) (3 января 2010). — Доклад по вопросам верований индейцев Перу; освещены вопросы астрономии. Дата обращения: 3 января 2010. Архивировано 21 августа 2011 года.
- Поло де Ондегардо, Хуан. «Инструкция по борьбе с церемониями и обрядами, применяемыми индейцами со времён их безбожия» (1567). www.kuprienko.info (А.Скромницкий) (3 января 2010). — Доклад по вопросам верований индейцев Перу. Дата обращения: 3 января 2010. Архивировано 21 августа 2011 года.
- Поло де Ондегардо, Хуан. «Доклад о происхождении Инков, и о том, как они расширили свои завоевания» (1572). www.kuprienko.info (А.Скромницкий) (3 января 2010). — Доклад по вопросам верований индейцев Перу. Дата обращения: 3 января 2010. Архивировано 18 июля 2012 года.

## Современные издания
- в Colección de Libros y Documentos Referentes a la Historia de Perú. Tomi III e IV Lima 1916—1917.
- в Colección de Documentos Inéditos para la Historia de Hespaña. Tomo VI
- в Revista Histórica de Lima. Tomo XII. Lima 1940
- в Colección de Documentos Inéditos del Archivio de Indias (Torres Mendoza) Tomo XVII, primera serie. Madrid
- в Historia 16 (El mundo de los incas) Madrid 1990